# The Man Who Played God
The Man Who Played God è un film del 1932 diretto da John G. Adolfi. La sceneggiatura è di Julien Josephson e Maude T. Howell ed è basata su un lavoro del 1914 The Silent Voice di Jules Eckert Goodman, adattamento di un racconto di Gouverneur Morris. Fu il film che lanciò definitivamente la carriera di Bette Davis, una delle più grandi stelle della storia del cinema ma che ai tempi, dopo 2 anni di ruoli minori e provini falliti era quasi rassegnata a tornare a calcare i teatri di New York; per il resto della sua vita Davis accreditò George Arliss, che aveva insistito per averla a suo fianco, come colui che contribuì alla fine del periodo di “pausa” della sua carriera.

## Trama
Durante un concerto privato, organizzato in occasione della visita di un monarca, il pianista Montgomery Royale riporta gravi lesioni all'udito a causa della bomba fatta esplodere nel tentativo di assassinare il sovrano straniero. A seguito dell'incidente, Montgomery decide di trasferirsi a New York dove abita un'amica di sua sorella, Mildred Miller, accompagnato dalla fidanzata Grace Blair, una ragazza molto più giovane di lui.
Dopo il trasferimento, Montgomery è depresso e vorrebbe togliersi la vita, ma scopre che può leggere le labbra delle persone e comprendere in questo modo ciò che dicono. Egli passa quindi le sue giornate alla finestra del suo appartamento, osservando con un binocolo la gente che passeggia per Central Park. In questo modo viene a conoscenza dei problemi delle persone e cerca di aiutarle in modo anonimo. Egli è talmente assorto da questo gioco che si sente come un Dio onnipotente e benevolo (da qui il titolo del film), ma le sue azioni sono inevitabilmente correlate da sotterfugi e bugie.
Un giorno Montgomery è testimone di una conversazione tra Grace e Harold Van Adam, durante la quale ella dice al giovane che lo ama, ma non può lasciare Montgomery a causa del suo handicap. Commosso dalla generosità del suo sacrificio, Montgomery le parla e finisce per rompere la relazione, lasciandola libera di seguire il suo cuore. Montgomery continua ad agire come un filantropo, ma il suo atteggiamento è cambiato e le sue motivazioni diventano sempre più altruistiche. Infine, si avvicina a Mildred, che ha sempre amato e i due trovano la felicità l'uno nell'altra.

## Produzione
Le riprese del film, prodotto dalla Warner Bros., iniziarono il 30 novembre 1931 negli studi Warner di Burbank, al 4000 del Warner Boulevard. Il direttore della Vitaphone Orchestra era il maestro Leo F. Forbstein, mentre il pianista era Salvatore Santaella (non accreditato).

## Distribuzione
Distribuito dalla Warner Bros. Pictures e dalla The Vitaphone Corporation, il film uscì nelle sale statunitensi il 20 febbraio 1932.

### Date di uscita
IMDb
- USA	20 febbraio 1932
- Francia  	5 dicembre 1932
- Portogallo	12 febbraio 1937

Alias
- La oculta providencia	Spagna
- Mannen som spelade gud	Svezia
- O Regresso Duma Alma 	Portogallo
- The Man Who Played God      Francia
- The Silent Voice	UK